# 노아 밀스
노아 밀스(Noah Mills, 1983년 4월 26일 ~ )는 캐나다의 모델 및 배우이다.